# Hammer Hill Click
Hammer Hill Click eller Clicken var ett hiphop-kollektiv från Hammarkullen, Göteborg. Gruppen grundades 1994 på initiativ av Alvaro J. Reyes (Lil Vet) tillsammans med Gustavo C. Galvez (Illsykadic-Gsus aka Skurk) Enver Ramirez (Chato E aka 7 stabs aka Chato Ladron) Andreas Bernardini (Esé AB) Robinson Rivera (BG.ROB aka Donoso) Nebil Siilin (Ganxta Nappy) Abdul Jama (Jama Loce) Mohammed Ali (EC) Julio Vegas (MC Bandido) Farah Aden (Case). Idén var att samla ihop alla hiphopgrupper som kom från Hammarkullen; det skulle bli en enda stor familj, en Click. Grupperna som samlades var THE YOUNG GEEZ (Lil V, G-sus, Mc Bandido & Dj Papi Chulo), SOUTH AMERICAN BROTHERS (Chato E & Ese AB) 2 DAME GUILTY (Ec & Jama Loce) och NAYBA HOOD LUMZ (BG ROB & Ganxta Nappy). Gränserna mellan dessa band raderades ganska snabbt och Hammer Hill Click blev namnet de representerade fullt ut. 
Det dröjde inte länge förrän fler rappare från Hammarkullen och Hjälbo anslöt sig till kollektivet. Då kom tillskott som Ismael (Smily) Pedro Pauta (Chino Capone) Elias Hersi (Ghetto Boy) Gonzalo J Reyez (That Loco Max) Nick (Crip Crazy) och Jules Boudone (Dj Papi Chulo). Detta skapade ett av Göteborgs första och största hiphopkollektiv, som från början hade ca 15 medlemmar av olika nationaliteter. 
Syftet med Clicken var att lyfta fram området de bodde i och unga talanger, i en tid då det skrevs mycket om Hammarkullen, oftast i negativa sammanhang. Under 90-talet och början av 2000-talet var Clicken en aktiv grupp som hann med många live spelningar, musikal (Warriors), teater (DOM), EP 1990.88 genom MRN Records, dokumentär 88 Soldiers av Bo Harringer, och de var delaktiga i studieboken (Alien Nation is my Nation) av Ove Sernhede, samt banade väg, inspirerade och var en stark förebild för många ungdomar i stan och förorterna. Clicken stod för en positiv utveckling i Hammarkullen i en tid då besparingar drabbade många ungdomar i området. Clicken handlar om livet, hiphop och broderskap med rap som uttrycksform. Medlemmarna och grundarna Gustavo "G-sus" Galvez och Alvaro "Lil' Veterano" Reyes omkom i Backabranden den 30 oktober, 1998, där bandet skulle uppträda. Hammer Hill Click fortsatte att uppträda efter detta, och fortsatte även att delta i filmandet av 88 Soldiers, men har sedan dess inte släppt någon skiva.

## Diskografi
- 1998 – 199.88 (EP)

## Idag
Många av medlemmarna är fortfarande aktiva inom musiken och kulturverksamhet.
De spelade live på ett reunion-gig i Angered på en gratisfestival 1 maj 2014, där även Kartellen uppträdde.